# Armoiries de la Grèce
Le  blason de la Grèce (blasonné d'azur à la croix d'argent) représente l'Église orthodoxe grecque en 1828. C'est la même composition que sur le drapeau grec en vigueur jusqu'en 1978 et qui figure actuellement dans un cadre situé dans la partie supérieure gauche du drapeau de la Grèce.
L'emblème national actuel de la République hellénique, conçu par Kóstas Grammatópoulos (Κώστας Γραμματόπουλος), a été adopté le 7 juin 1975 par la loi 48 (ΦΕΚ Α '108/7.6.1975) après que la monarchie fut officiellement écartée en Grèce.
Le blason est entouré par deux branches de laurier.

## Précédentes armoiries

### Armoiries nationales

Royaume de Grèce (1831-1863)
Royaume de Grèce (1863-1924)
République hellénique (1924-1935)
Royaume de Grèce (1935-1973)
République hellénique (Junte militaire, 1973-1974)

### Armoiries personnelles

Roi des Hellènes (1863-1973)
Diadoque de Grèce (1863-1973)